# Лимбијате
Лимбијате (итал. Limbiate) је насеље у Италији у округу Монца и Бријанца, региону Ломбардија.
Према процени из 2011. у насељу је живело 32062 становника. Насеље се налази на надморској висини од 184 м.

## Становништво
Према резултатима пописа становништва 2011. у општини је живело 33.903 становника.
| 1936. | 1951. | 1961.  | 1971.  | 1981.  | 1991.  | 2001.  | 2011.  |
| ----- | ----- | ------ | ------ | ------ | ------ | ------ | ------ |
| 9.148 | 9.087 | 21.595 | 31.958 | 32.658 | 31.873 | 31.551 | 33.903 |